# Агаповка (Омская область)
Агаповка — исчезнувшая деревня в Москаленском районе Омской области. Входила в состав Звездинского сельсовета. Упразднена в 1972 г.

## История
Основана в 1915 г. В 1928 году хутор Агапов состоял из 20 хозяйств. В составе Николаевского сельсовета Москаленского района Омского округа Сибирского края.

## Население
По переписи 1926 г. в хуторе проживало 102 человека (52 мужчины и 50 женщин), основное население — русские